# Herrenzimmer
Als Herrenzimmer wurden im 19. und frühen 20. Jahrhundert Wohnräume in wohlhabenden bürgerlichen Haushalten bezeichnet, in denen der Hausherr männliche Gäste empfing. Die separate Nutzung ergab sich unter anderem daraus, dass in diesem Zimmer geraucht wurde.
Die Einrichtung war in der Regel repräsentativ und luxuriös, das Mobiliar meist in dunklem Holz gehalten, mit großen, bequemen Sesseln und kleinen Tischen. Häufig befanden sich hier auch Erinnerungsstücke des Hausherrn z. B. an die Militär- oder Studentenzeit, oft auch Gegenstände, die mit einem Hobby in Verbindung standen, wie etwa Jagdtrophäen. Die Männer zogen sich nach dem Essen hierher zurück, um beim Konsum von Tabak und Alkohol Themen zu besprechen, bei denen sie keinen Wert auf die Meinung der Frauen legten, wie beispielsweise Politik und Wirtschaft. Aus der Sicht der Hausfrau bot das Herrenzimmer andererseits den Vorteil, dass das Rauchen in den meisten Fällen auf diesen Raum beschränkt bleiben konnte und dadurch kostspielige Gardinen- und Möbelstoffe sowie Tapeten in den anderen Räumen vor Geruch und Verfärbung durch Tabakrauch bewahrt blieben. Die dunkel gehaltene Einrichtung des Herrenzimmers bewirkte auch, dass entsprechende Verfärbungen hier kaum sichtbar waren.